# L'enfer
"L'enfer" ("inferno" em francês) é uma canção escrita, composta e interpretada pelo cantor belga Stromae. Foi lançado pela primeira vez em 9 de janeiro de 2022 com uma apresentação ao vivo durante uma entrevista no noticiário noturno do principal canal de televisão francês TF1. Ele lida com depressão e pensamentos suicidas. É o segundo single de seu álbum Multitude, lançado em 4 de março de 2022.

## Lista de faixas
| vinil de 7" |                          |         |  |
| N.º         | Título                   | Duração |  |
| 1.          | "L'enfer"                | 3:09    |  |
| 2.          | "L'enfer" (Instrumental) | 3:09    |  |

## Paradas
| Parada (2022)                     | Posição alcançada |
| --------------------------------- | ----------------- |
| Bélgica (Ultratop 50 de Flandres) | 1                 |
| Bélgica (Ultratop 50 da Valônia)  | 1                 |
| França (SNEP)                     | 1                 |
| Alemanha (Single Trending Charts) | 11                |
| Mundo (Billboard Global 200)      | 109               |
| Israel (Media Forest)             | 2                 |
| Países Baixos (Dutch Top 40)      | 4                 |
| Países Baixos (Single Top 100)    | 6                 |
| Rússia (Tophit Airplay)           | 20                |
| Suíça (Schweizer Hitparade)       | 2                 |
| Ucrânia (Tophit Airplay)          | 20                |

| Parada (2022)                  | Posição |
| ------------------------------ | ------- |
| Bélgica (Ultratop Flanders)    | 22      |
| Bélgica (Ultratop Wallonia)    | 4       |
| França (SNEP)                  | 33      |
| Países Baixos (Dutch Top 40)   | 40      |
| Países Baixos (Single Top 100) | 55      |
| Russia Airplay (TopHit)        | 162     |
| Suíça (Schweizer Hitparade)    | 59      |

## Histórico de lançamento
| Região         | Data                  | Formato                | Selo                | Ref.   |
| -------------- | --------------------- | ---------------------- | ------------------- | ------ |
| Rússia         | 11 de janeiro de 2022 | Contemporary hit radio | Universal           | [ 21 ] |
| Itália         | 14 de janeiro de 2022 | Contemporary hit radio | Universal           | [ 22 ] |
| França         | 18 de março de 2022   | 7-inch                 | Mosaert Polydor     | [ 23 ] |
| Estados Unidos | 25 de março de 2022   | 7-inch                 | Darkroom Interscope | [ 24 ] |